# Gráinne Seoige
Gráinne Seoige (née le 5 novembre 1973 à An Spidéal) est une journaliste et animatrice de télévision irlandaise.

## Famille
Gráinne Seoige est la fille de Phil et Máirtín Seoige, et a une sœur, Síle, qui est également présentatrice de télévision. Elle grandit à Galway.

## Formation
Elle fréquente le Mercy Convent à An Spidéal puis étudie à l'université nationale d'Irlande à Galway et d'obtenir un Bachelor of Arts en anglais, sociologie et sciences politiques. Seoige obtient un diplôme supérieur en communications appliquées pour la télévision et la radio.

## Carrière
Seoige commence sa carrière dans la radiodiffusion le 31 octobre 1996, lors du lancement de Teilifís na Gaeilge en présentant le bulletin d'information de 22 heures avec Gillian Ní Cheallaigh. Elle reste jusqu'en 1998, quand on lui demande d'être la présentatrice de TV3 et de présenter le journal de 17h30 et de 18h30 avec Alan Cantwell. Seoige anime News Tonight, ainsi que produit, écrit et présenté des mises à jour tout au long de la journée. Elle présente occasionnellement l'émission matinale Ireland AM. Seoige est à l'antenne lorsqu'on apprend les attentats du 11 septembre 2001 et fait plus de 7 heures de couverture de l'actualité en direct ce jour-là.
Seoige est recrutée par Sky News Ireland et présente des bulletins d'information à partir du 10 mai 2004.
Seoige rejoint le principal radiodiffuseur national irlandais, RTÉ, en 2006. De 2006 à 2009, elle coprésente une émission de débat l'après-midi, Seoige (également connue sous le nom de Seoige & O'Shea), avec sa sœur Síle. De 2011 à 2016 elle coprésente les documentaires Crimecall. Parmi les autres rôles de premier plan à RTÉ, il y a l'animation des People of the Year Awards (2008), la coprésentation des émissions spéciales sportives Up for the Match (2008) et la présentation de The All Ireland Talent Show (2009-2011)...
En 2010, Seoige apparaît régulièrement sur la chaîne britannique ITV, en tant que présentatrice de l'émission matinale GMTV et en tant que rédacteur en chef de l'émission matinale Daybreak. Elle couvre l'actualité nationale et internationale. En 2011, elle intervient dans la série BBC One That's Britain couvrant des problèmes tels que les trains bondés et les prix de l'énergie.
Seoige présente des séries documentaires pour RTÉ, notamment Gráinne Seoige's Modern Life (2011) et Great Irish Journeys, qui explore l'Irlande pendant la Grande Famine. Parlant couramment l'irlandais, Seoige apparaît souvent dans Tell Me a Story, une émission de la chaîne pour enfants filiale RTÉjr, dans laquelle elle raconte des histoires en irlandais.
Elle présente les points que donnent l'Irlande au Concours Eurovision de la chanson 2012.
En 2022, Seoige apparaît dans la cinquième saison de la version irlandaise de Dancing with the Stars.

## Vie privée
Seoige a un fils, Conall, qui est né quand elle avait 20 ans. En 2002, Seoige épouse l'ancien collègue de TV3 et partenaire de longue date Stephen Cullinane ; ils divorcent en 2010.
Seoige annonce ses fiançailles avec l'homme d'affaires sud-africain et ancien entraîneur de rugby Leon Jordaan en 2014. En 2016, Seoige déménage à Pretoria, en Afrique du Sud, et lance une entreprise de négoce de diamants sur mesure. Seoige et Jordaan se marient en décembre 2019.